# Plaza Zabálburu
La plaza Zabálburu es una plaza ubicada en la ciudad de Bilbao en la confluencia entre las calles Autonomía y Hurtado de Amézaga. Está dedicada, como otros elementos de la capital vizcaína y su cinturón, a la familia de industriales y mecenas Zabálburu.

## Historia
La plaza Zabálburu se originó en el viejo Bilbao. Tras su remodelación en 2008 sufrió una gran transformación, y así, la fuente erigida en 1967 no se conservaría en el nuevo diseño. Tras las obras, la plaza recuperó cerca de 3000 metros cuadrados de superficie e incluye un parque infantil, un parque urbano con árboles de diferente tamaño y dos fuentes ornamentales a ras de suelo. La plaza también cuenta con ocho hitos escultórico-lumínicos de Mario Nanni.

## Edificios de interés
Diversos edificios reseñables rodean la plaza Zabalburu:
- Torres de Zabalburu
- Iglesia de San Francisco de Asís

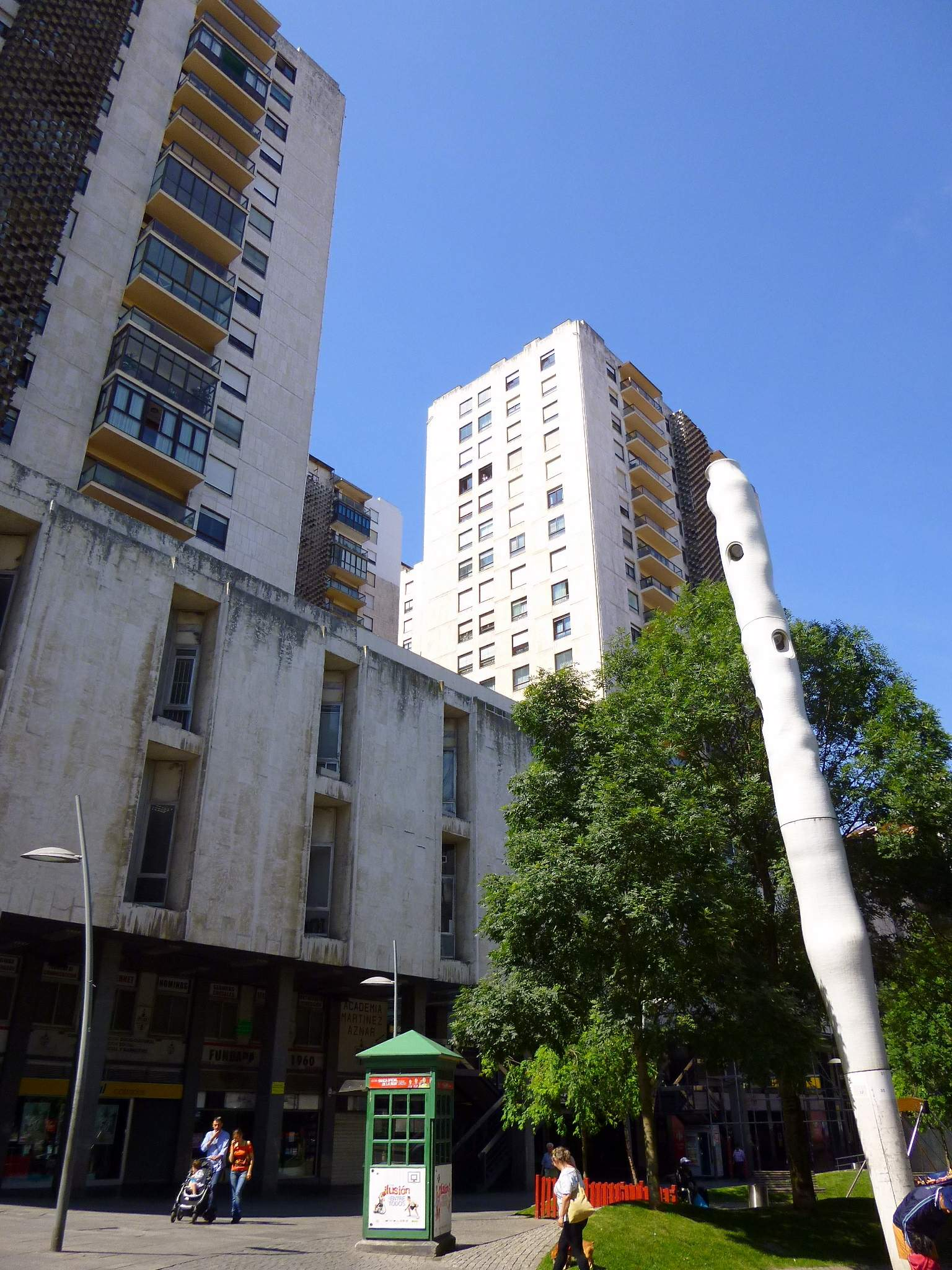
Torres adyacentes a la plaza
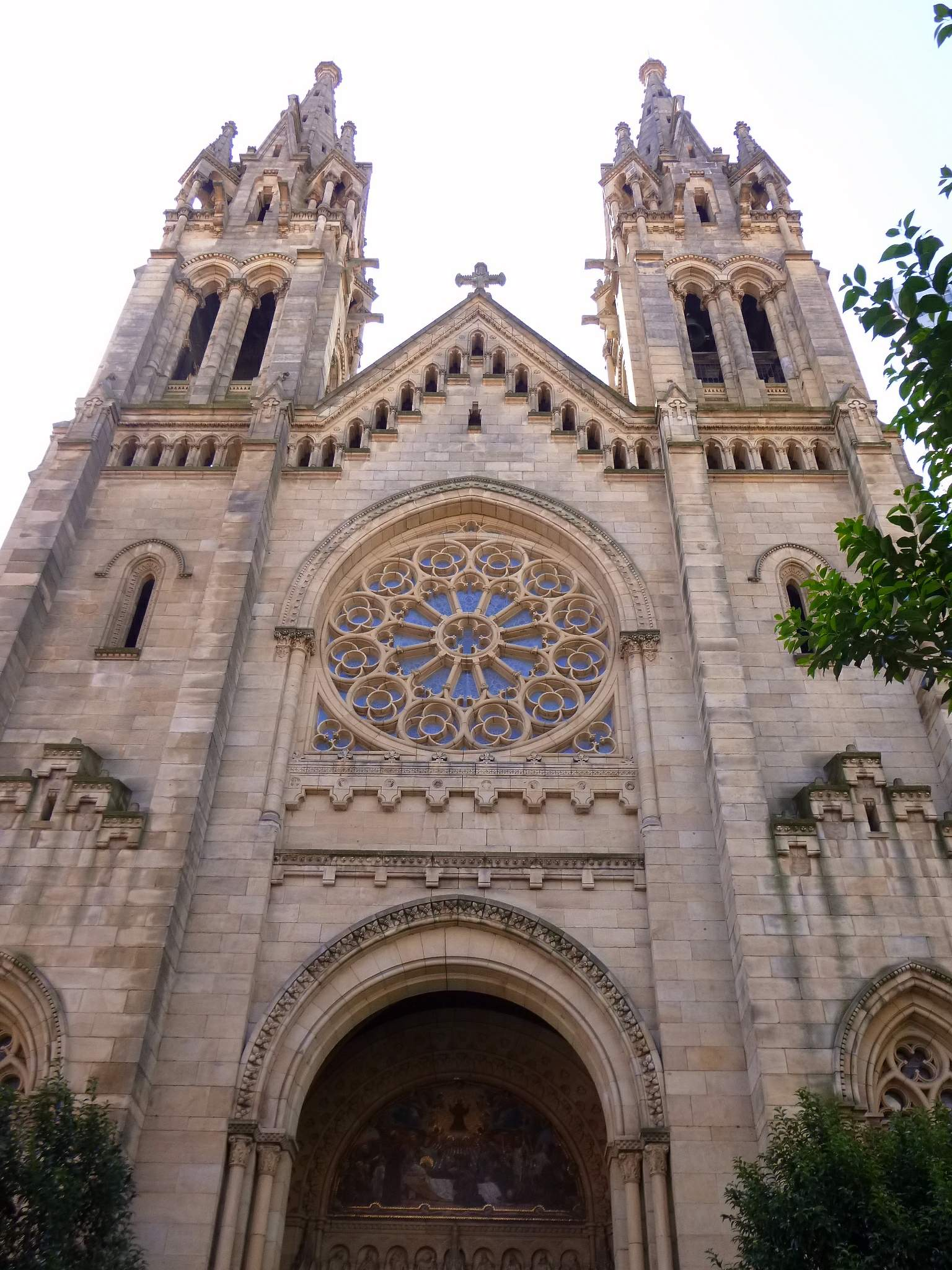
Iglesia de San Francisco de Asís

## Medios de transporte
La Estación de Zabalburu de Renfe así como diversas paradas de las líneas de Bilbobus y Bizkaibus conforman la vía de acceso a la plaza.